# Oecologisch complex
Oecologisch complex is het geheel van onderling gerelateerde activiteiten, bestaansbronnen, wooneenheden en hun voorzieningen, instellingen en de noodzakelijke bouwwerken (artefacten).
In 1962 publiceerde Chris van Paassen zijn artikel Geografische strukturering en oecologisch complex. Hij had er meerdere jaren aan gewerkt. Voor de Nederlandse sociale geografie zou het voor een reeks van jaren richtinggevend zijn bij theoretische vraagstukken. In de Utrechtse en Groningse sociale geografie was men gewend te spreken over het woongebied (natuurlijk milieu, cultuurlandschap). Het was een relatief statisch begrip. Van Paassen verving dit begrip door oecologisch complex: ‘het geheel van onderling gerelateerde activiteiten, bestaansbronnen, wooneenheden en hun voorzieningen, instellingen en de noodzakelijke bouwwerken (artefacten). Bij dit geheel werd ook het waardenpatroon van betekenis geacht. Deze totaliteit kende een interne ordening en onderhield een veelheid van relaties met de buitenwereld.
Van Paassen steunde op de ideeën van de Amerikaanse geograaf Philbrick. Deze onderscheidde drie basisprincipes voor de ruimtelijke organisatie:
- Elke menselijke activiteit heeft een centrum
- Basiseenheid voor de activiteiten is de establishment of functiedrager (een boerderij, winkel, fabriek, school etc)
- De establishments hebben onderlinge relaties

Relaties spelen bij de begrippen een cruciale rol. Interactie en wederzijdse afhankelijkheid structureren de ruimtelijke orde.
Jan Lambooy heeft in 1969 de opvattingen van Van Paassen vertaald in systeemtheoretische termen. Voor hem was een regionaal geografisch systeem een gebied waarbinnen de ‘integratie tot stand wordt gebracht door de complementaire functies, dat wil zeggen relaties tussen establishments, zoals tussen kantoren en fabrieken en de woningen door stromen forensen, goederen, geld etc.’ De nadruk werd gelegd op relaties en processen. Geografie werd zo in de jaren zestig en zeventig van de vorige eeuw een wetenschap voor de analyse van ruimtelijke interactie.
Gerard Hoekveld heeft het weerbarstige gedachtegoed van Van Paassen toegankelijk gemaakt via de 'bollenkubus'.